# Канівське лісництво
Ка́нівське лісництво — структурний підрозділ Канівського лісового господарства Черкаського обласного управління лісового та мисливського господарства.
Офіс знаходиться у м. Канів, Канівський район, Черкаська область.

## Лісовий фонд
Лісництво охоплює ліси Канівського району на площі 6296 га.

## Об'єкти природно-заповідного фонду
У віданні лісництва перебувають об'єкти природно-заповідного фонду:
- ботанічна пам'ятка природи місцевого значення Віковий дуб,
- геологічні пам'ятки природи місцевого значення Заводищанські куполи, Канівські луски, Канівські куести,
- комлексна пам'ятка природи місцевого значення Костянецький Яр.